# Estoril Open 2005
Die Estoril Open 2005 waren der Name eines Tennisturniers der WTA Tour 2005 für Damen sowie eines Tennisturniers der ATP Tour 2005 für Herren, welche zeitgleich vom 23. April bis zum 1. Mai 2005 in Oeiras stattfanden.